# Marojica Kabužić
Marojica Kabužić /Marojica Kaboga/ (Dubrovnik, 5. siječnja 1630. – Dubrovnik, 22. prosinca 1692.), bio je diplomat Dubrovačke Republike.
U Velikom vijeću grada Dubrovnika je od 1650. godine. Svadljiva ga je narav skoro u potpunosti upropastila, jer je u jednoj svađi ubio kneževa izaslanika zbog čega je bio doživotno utamničen. Kad je veliki potres 1667. strahovito razorio Dubrovnik, Kabužić je to iskoristio te se izvukao. Desetljeće poslije, iz državnog neprijatelja pretvorio se u spasitelja države, kad je u doba velike međunarodne diplomatske ofenzive na Dubrovačku Republiku, vješto pregovarajući u Carigradu isposlovao manje pristojbe i spriječio pretvaranje Republike u sandžak.
Prema njegovom životnom putu napisao je Matija Ban dramu Marojica Kaboga.